# بياتريس بيسيرا
بياتريس بيسيرا باستريشيا (من مواليد 14 نوفمبر 1966) كاتبة وسياسية إسبانية كانت عضوة في البرلمان الأوروبي من عام 2014 حتى عام 2019.
شغلت بيسيرا منصب نائب رئيس اللجنة الفرعية للبرلمان الأوروبي لحقوق الإنسان وهي عضو في مجموعة تحالف الليبراليين والديمقراطيين من أجل أوروبا(ALDE). 
كانت بيسيرا عضوًا في مجلس إدارة الاتحاد والتقدم والديمقراطية (UPyD) ومديرة اتصالات الإدارة من عام 2009 إلى عام 2014. تم انتخابها عضوًا في البرلمان الأوروبي (MEP) في عام 2014 بعد انضمامها إلى قائمة الاتحاد والتقدم والديمقراطية.

## سيرة شخصية
تخرجت بياتريس بيسيرا في علم النفس الصناعي من جامعة كومبلوتنس بمدريد عام 1989. كما أكملت درجة الماجستير في إدارة الأعمال والإدارة.
من 1989 إلى 2005 عملت في القطاع السمعي البصري في الشركات متعددة الجنسيات مثل سي بي إس (حيث حصلت على وظيفتها الأولى) وبوينا فيستا إنترناشيونال إسبانيا (المملوكة لشركة والت ديزني). عملت في شركة سوني بيكتشرز إنترتينمنت من 1998 إلى 2005 حيث أصبحت مديرة التسويق والمبيعات لإسبانيا والبرتغال. عملت أيضًا في المنظمة غير الحكومية العمل ضد الجوع ومستشارة لشبكات ديسكافري ناتورك.
بالإضافة إلى ذلك نشرت ثلاث روايات: خادمات كايفاس وملكة الفضة و نسب الأطفال التعساء في السن.
دون انتماء سياسي سابق انضمت بيسيرا في عام 2008 إلى حزب الاتحاد والتقدم والديمقراطية، وهو حزب سياسي إسباني تأسس في عام 2007 وقائدته آنذاك روزا دييز. في مؤتمر الاتحاد والتقدم والديمقراطية الذي عقد في عام 2009 انتخبت في الهيئة التنفيذية الرئيسية ومجلس الإدارة، لتكون جزءًا من الترشيح الذي يرأسه دييز. خلال السنوات الأربع والنصف التالية كانت مسؤولة عن اتصالات الحزب.
ترشحت بيسيرا لانتخابات البرلمان الأوروبي في 25 مايو 2014 على قائمة UPyD.  تم انتخابها عندما حصل حزبها على 6.5٪ من الأصوات وأربعة مقاعد. انضم UPyD إلى مجموعة تحالف الليبراليين والديمقراطيين من أجل أوروبا، برئاسة البلجيكي جاي فيرهوفستادت.
خلال الأشهر التي أعقبت الانتخابات، عانى الاتحاد من سلسلة من الأزمات الداخلية والانتخابية التي انتهت بانسحاب روزا دييز وحزبها من مجلس النواب وتركها بالكاد مع أي مناصب عامة ذات صلة. في 1 أبريل 2016، أعلنت بيسيرا، إلى جانب أعضاء آخرين من الاتحاد وأصحاب المناصب، أنها ستغادر الحزب لأنه «لم يعد مفيدًا للمجتمع». واصلت عملها كعضوة في البرلمان الأوروبي مستقلة.

## نشاط في البرلمان الأوروبي
بعد أن أصبحت عضوة في البرلمان الأوروبي، انضمت بياتريس بيسيرا إلى لجان التوظيف والشؤون الاجتماعية وحقوق المرأة والمساواة بين الجنسين والالتماسات. في تشرين الثاني (نوفمبر) 2014، تركت المجموعة الأولى وانضمت إلى لجنة التنمية واللجنة الفرعية لحقوق الإنسان، التي تشغل منصب نائب رئيسها. بالإضافة إلى ذلك، فهي جزء من وفود البرلمان الأوروبي في الجمعية البرلمانية لأوروبا وأمريكا اللاتينية واللجنة البرلمانية المشتركة بين الاتحاد الأوروبي والمكسيك. وهي أيضًا بديلة في وفد العلاقات مع اليابان.
ركز نشاطها البرلماني ، من بين أمور أخرى ، على الدفاع عن حقوق الإنسان ، والمساواة بين الجنسين ، والتنمية الاقتصادية والاجتماعية ، والحصول على الأدوية ، ودعم رواد الأعمال والشركات الناشئة. في عام 2016 ، قدمت ترشيح الناشطة الإيزيدية نادية مراد لجائزة ساخاروف لحرية الضمير. وفي 27 أكتوبر من نفس العام أُعلن أن البرلمان الأوروبي منح جائزة سخاروف لمراد ولمياء أجي بشار، وهو أيضًا ناشط إيزيدي.
في سبتمبر 2016 ، قدمت بيسيرا منصة تحالف النساء ضد التطرف والتطرف (AWARE)، وهي شبكة موجهة لدراسة ومنع التطرف من منظور النوع الاجتماعي، والتي تدافع عن إنشاء سياسة أوروبية مشتركة بشأن الاحترام. تحظى المنصة بدعم نساء مثل ناديا مراد وميريام غونزاليز دوران.
كانت متحدثة في تقرير البرلمان الأوروبي حول الصحة العقلية والمساواة بين الجنسين ، والذي أثار الحاجة إلى دمج منظور النوع الاجتماعي في البحث وعلاج الأمراض.
في السياسة الدولية، برزت لدعمها للمعارضة الفنزويلية في مواجهتها مع حكومة نيكولاس مادورو، قادت مفاوضات ALDE بشأن قرار البرلمان الأوروبي الذي طالب، من بين إجراءات أخرى، بالإفراج عن السجناء السياسيين.
في عام 2017، بعد عدة أشهر من الاحتجاجات في فنزويلا روجت بيسيرا لترشيح المعارضة السياسية الفنزويلية لجائزة ساخاروف. تعرضت بيسيرا للتمييز والترهيب من قبل أعضاء الحكومة الفنزويلية لدفاعها المستمر عن حرية الفنزويليين. في يونيو 2018 ، واجهت كوكوتا ، وهي مدينة حدودية بين كولومبيا وفنزويلا ، كجزء من مهمة برلمانية لمراقبة وضع اللاجئين الفنزويليين الذين وصلوا إلى هناك. 
انضمت إلى فريق عمل أعضاء البرلمان الأوروبي بشأن خروج بريطانيا من الاتحاد الأوروبي ، مع التركيز بشكل خاص على ضمان حقوق الأوروبيين المقيمين في المملكة المتحدة ، والبريطانيين المقيمين في الاتحاد الأوروبي بعد الاستفتاء الذي وافق على التخلي عن المؤسسات الأوروبية.
في 7 يوليو 2017 ، رداً على رسالة من البرلمان الأوروبي، أكد رئيس المفوضية الأوروبية جان كلود يونكر أنه إذا حدث انفصال كاتالونيا ، فسيتم استبعاد الدولة الجديدة تلقائيًا من الاتحاد الأوروبي . في سبتمبر ، رد رئيس البرلمان الأوروبي ، أنطونيو تاجاني ، أيضًا على بيسيرا قائلاً إن «أي إجراء ضد دستور دولة عضو هو إجراء ضد الإطار القانوني للاتحاد الأوروبي».
في يوليو 2018 ، أعلنت بيسيرا عن نشر كتابها Eres Liberal y no lo sabes (أنت ليبرالي ولا تعرفه) ، المقرر في سبتمبر من ذلك العام ، والذي وصفته بأنه «بيان لليبرالية الشاملة والحرة، من الدوغمائية والحداثة».

## روابط خارجية
- الموقع الرسمي